# مارين جاكوليس
مارين جاكوليس (مواليد 26 ديسمبر 1996) هو لاعب كرة قدم كرواتي يلعب في مركز المهاجم أو الجناح في نادي أنجيه.

## روابط خارجية
- مارين جاكوليس على موقع الاتحاد الأوربي (الإنجليزية)
- مارين جاكوليس على موقع اتحاد كرواتيا (الكرواتية)
- مارين جاكوليس على موقع إي إس بي إن إف سي (الإنجليزية)
- مارين جاكوليس على موقع قاعدة بيانات كرة القدم.إي يو (الإنجليزية)
- مارين جاكوليس على موقع Soccerway.com (الإنجليزية)
- مارين جاكوليس على موقع عالم كرة القدم.نت (الإنجليزية)